# Silver Lake, Kansas
Silver Lake är en ort i Shawnee County i Kansas. Vid 2020 års folkräkning hade Silver Lake 1 345 invånare.